# Бряг Сабрина
Бряг Сабрина (на английски: Sabrina Coast) е част от крайбрежието на Източна Антарктида, в средната част на Земя Уилкс, простиращ се между 66°33’ и 67°05’ ю.ш. и 115°30’ и 122° и.д. Брегът заема част от централния участък на Земя Уилкс, попадащ в акваторията на Индоокеанския сектор на Южния океан. На запад граничи с Брега Бад, а на изток – с Брега БАНЗАРЕ на Земя Уилкс. Почти цялото му крайбрежие с дължина над 300 km е заето от шелфовия ледник Московски университет, а в западната му част е големия ледник Тотън, вклиняващ се между заливите Николай Зубов на запад и Миклухо-Маклай на изток. Брегът Сабрина е изцяло е покрит с континентален леден щит, дебелината на който надхвърля 1500 m. Над него стърчат отделни оголени върхове и нунатаки на малки и сравнително ниски крайбрежни планини и възвишения.
Брегът Сабрина е открит на 3 март 1839 г. от британския китоловец Джон Балени. През 1931 г. австралийският полярен изследовател Дъглас Моусън наименува този участък от крайбрежието на Земя Уилкс в чест на кораба „Сабрина“ един от двата кораба на експедицията на Джон Балени, който след това заедно с екипажа си изчезва безследно. Впоследствие крайбрежието и вътрешните му райони са детайлно изследвани и картирани от 1-вата съветска антарктическа експедиция 1956 – 1958 г.